# Вальтер Таїбо
Вальтер Таїбо (ісп. Walter Taibo, нар. 7 березня 1931, Монтевідео — 10 січня 2021) — уругвайський футболіст та тренер, грав на позиції воротаря. Виступав, зокрема, за клуби «Насьйональ» та «Пеньяроль», а також національну збірну Уругваю.

## Клубна кар'єра
Вальтер, син іспанських емігрантів Хосе Тайбо та Бригіди Мартінес, які прибули в Уругвай у 1919 році. Третій з чотирьох братів (Окрім Вальтера, родина виховала ще Рауля, Хуана Карлоса та Нельсона). По завершенні навчання в школі працював у батьковій пекарні в Серріто-де-ла-Вікторія. На дитячо-юнацькому рівні грав за «Ель-Конвеніо», а в 14-річному віці перебрався до «Белья-Вісти», в якому виступав з 1945 по 1949 рік. Під час виступів у команді зіграв також 9 поєдинків на позиції півзахисника.
У 1949 році переїхав до одного з грандів уругвайського футболу, «Насьйоналя». За столичний клуб дебютний рік відіграв у Терсері. У 1950 році під час поєдинку на Парк Сентраль проти «Данубіо» травмував легені, а вже під час своєї першої закордонної поїздки в Порту-Алегре сплюнув кров'ю. Через це майже три роки знаходився поза футболом, відновлюючи здоров'я. Повернувся на футбольне поле Вальер лише наприкінці 1953 року, зігравши в трьох останніх матчах чемпіонату Уругваю (проти «Рівер Плейта» (Монтевідео), «Пеньяроля» та «Рампла Хуніорс»). Під керівництвом Ондіно Вієри Таїбо разом з «Насьйоналем» виграв чемпіонат Уругваю 1955, 1956 та 1957 років. У 1958 року разом зі столичним клубом виграв кубок Терези Еррери. Наступного року разо з «Насьйоналем» відправився в європейське турне, де з 10 матчів уругвайці програли лише двічі (московському «Динамо» та каталонській «Барселоні»). Незважаючи на травму коліна вийшов на поле в поєдинку проти «Барселони», відіграв невдало, через що його перехід до каталонського клубу так і не відбувся. Протягом 5 років був капітаном команди. 
Протягом 1959—1960 років захищав кольори клубу «Уракан», у футболці якого зіграв 41 матч. У 1961 році, а за іншими джерелами в 1962 році, перейшов до «Монтевідео Вондерерз», де виступав до 1966 року. Проте незабаром після свого перебування в команді зламав палець, через що вбув на 5 місяців. За період виступів у «Вондерерз» став переможцем другого дивізіону чемпіонату Уругваю. Існують дані, що Вальтер у вище вказаний період грав за «Насьйональ», але сам футболіст заперечує вище вказану інформацію. 1966 року перейшов до клубу «Пеньяроль», перехід був незвичним для 60-х років в уругвайському футболі, оскільки до цього Таїбо протягомбагатьох років виконував функцію капітана принципового суперника, «Насьйоналя». У 1966 році під керівництвом Роке Масполі виграв Кубок Лібертадорес та Міжконтинентальний кубок. А наступного року став чемпіоном Уругваю. Після цього виступав за «Суд Амеріка». У 1969 року захищав ворота «Мар-де-Фондо», з яким виграв третій дивізіон чемпіонату Уругваю та виборов путівку до Другого дивізіону. Наступного року грав у «Прогресо». Наприкінці кар'єри виступав за «Насьйональ» з міста Кармело, в якому завершив кар'єру футболіста 1975 року.

## Виступи за збірну
1955 року дебютував у футболці національної збірної Уругваю під керівництвом Хуана Карлоса Корассо. У складі збірної був учасником Чемпіонату Південної Америки 1955 року у Чилі, Чемпіонату Південної Америки 1957 року у Перу, на якому команда здобула бронзові нагороди, Чемпіонату Південної Америки 1959 року в Аргентині, чемпіонату світу 1966 року в Англії (залишився резервним воротарем, на мундіалі грав Ладислао Мазуркевич). Виходив на поле в стартовому складі у поєдинках кваліфікації чемпіонату світу 1966 року проти Болівії та Перу.
Загалом протягом кар'єри у національній команді, яка тривала 12 років, провів у її формі 30 матчів, пропустив 46 м'ячів.

## Кар'єра тренера
Під час та після завершення кар'єри гравця тренував клуби «Белья-Віста», «Монтевідео Вондерерз», «Суд Амеріка», «Рівер Плейт» (Монтевідео), «Серро» та «Колон». Вже 1962 року майже протягом двох місяців очолював клуб «Белья-Віста», а в 1965 році працював головним тренером «Монтевідео Вондерерз». У 1968 році працював а аналогічній посаді в «Суд Амеріка». У 1975 році очолив «Рівер Плейт» (Монтевідео), а наступного року — «Серро». У 1981 році працював на посаді головного тренера «Данубіо».

## Досягнення

### Як гравця
«Насьйональ»
- Прімера дивізон Уругваю
  -  Чемпіон (5): 1950, 1952, 1955, 1956, 1957

- Кубок Терези Ерреро
  -  Володар (1): 1958

«Пеньяроль»
- Прімера дивізон Уругваю
  -  Чемпіон (1): 1967

- Кубок Лібертадорес
  -  Володар (1): 1966

- Міжконтинентальний кубок
  -  Володар (1): 1966

«Монтевідео Вондерерз»
- Другий дивізіон чемпіонату Уругваю
  -  Чемпіон (1): 1962

Уругвай
- Бронзовий призер Чемпіонату Південної Америки: 1957